# Igor Pawlowitsch Farchutdinow

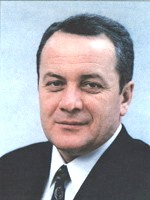
Igor Farchutdinow

Igor Pawlowitsch Farchutdinow (russisch Игорь Павлович Фархутдинов, * 16. April 1950 in Krasnojarsk; † 20. August 2003 nahe dem Vulkan Opala, Region Kamtschatka) war ein russischer Politiker und von 1995 bis zu seinem Tod Gouverneur der Oblast Sachalin.

## Biografie
Nach einem Studium in Wirtschaftsingenieurswesen am Polytechnischen Institut Krasnojarsk war Farchutdinow ab 1977 Leiter des Kreisverbands des Komsomol im Rajon Tymowskoje und stieg später zum Leiter des Bezirksverbands des Komsomol in der Oblast Sachalin auf. Ab 1985 wurde er zum Bürgermeister der Hafenstadt Newelsk ernannt. Nach dem Zusammenbruch der Sowjetunion trat er 1991 den Posten des Bürgermeisters der Stadt Juschno-Sachalinsk an. 1995 wurde er zum Gouverneur der Oblast Sachalin ernannt und setzte sich auch bei den ersten Wahlen 1996 durch. Im Jahr 2000 gewann er die Wiederwahl für den Gouverneursposten.

## Tod
Farchutdinow kam beim Absturz eines Hubschraubers vom Typ Mil Mi-8 am 20. August 2003 nahe dem Vulkan Opala, ca. 150 km südlich von Petropawlowsk-Kamtschatski, ums Leben. Der Hubschrauber, der mit 17 Passagieren (hauptsächlich Verwaltungsbeamten der Oblast Sachalin) und 3 Besatzungsmitgliedern besetzt war, war auf dem Weg von Petropawlowsk-Kamtschatski nach Sewero-Kurilsk, als er spurlos verschwand. Suchtrupps fanden das schwer beschädigte Wrack des Hubschraubers drei Tage später am 23. August 2003, es gab keine Überlebenden. Die Untersuchung des Unfalls ergab, dass ein Pilotenfehler zum Absturz des Hubschraubers führte: Die Piloten erkannten den Berg als Hindernis zu spät und versuchten, den Hubschrauber bei hoher Geschwindigkeit stark hochzuziehen. Bei einer Nickrate von über 50 Grad wurde die Auslegung des Hubschraubers überschritten und es kam zu einer Kollision zwischen Haupt- und Heckrotor, die zum unkontrollierten Absturz führte. Der Unfall führte zum Entzug der Fluglizenz für drei Fluggesellschaften mit Sitz auf Kamtschatka, darunter die Fluggesellschaft, die den verunglückten Hubschrauber betrieb.
Am 10. Februar 2017 benannte der russische Premierminister Dmitri Medwedew eine bislang unbenannte Insel der Kurilen zu seinen Ehren.

## Auszeichnungen
- Orden der Ehre (15. Januar 1997)[3]
- Verdienstorden für das Vaterland (12. November 1999)[4]